# Frontignan-de-Comminges
Frontignan-de-Comminges è un comune francese di 71 abitanti situato nel dipartimento dell'Alta Garonna nella regione dell'Occitania.

## Società

### Evoluzione demografica
Abitanti censiti